# Rambervillers
Rambervillers és un municipi francès, situat al departament dels Vosges i a la regió del Gran Est. L'any 2007 tenia 5.669 habitants.

## Demografia

### Població
El 2007 la població de fet de Rambervillers era de 5.669 persones. Hi havia 2.350 famílies, de les quals 848 eren unipersonals (386 homes vivint sols i 462 dones vivint soles), 603 parelles sense fills, 626 parelles amb fills i 273 famílies monoparentals amb fills.
La població ha evolucionat segons el següent gràfic:
Habitants censats

### Habitatges
El 2007 hi havia 2.805 habitatges, 2.390 eren l'habitatge principal de la família, 50 eren segones residències i 365 estaven desocupats. 1.482 eren cases i 1.316 eren apartaments. Dels 2.390 habitatges principals, 1.181 estaven ocupats pels seus propietaris, 1.163 estaven llogats i ocupats pels llogaters i 46 estaven cedits a títol gratuït; 34 tenien una cambra, 275 en tenien dues, 515 en tenien tres, 652 en tenien quatre i 914 en tenien cinc o més. 1.275 habitatges disposaven pel capbaix d'una plaça de pàrquing. A 1.191 habitatges hi havia un automòbil i a 606 n'hi havia dos o més.

### Piràmide de població
La piràmide de població per edats i sexe el 2009 era:
| Homes | Edats   | Dones |
| ----- | ------- | ----- |
| 4     | 95 o +  | 8     |
| 36    | 90 a 94 | 64    |
| 40    | 85 a 89 | 72    |
| 28    | 80 a 84 | 88    |
| 96    | 75 a 79 | 144   |
| 100   | 70 a 74 | 148   |
| 148   | 65 a 69 | 212   |
| 136   | 60 a 64 | 132   |
| 108   | 55 a 59 | 128   |
| 152   | 50 a 54 | 192   |
| 212   | 45 a 49 | 112   |
| 184   | 40 a 44 | 192   |
| 208   | 35 a 39 | 228   |
| 244   | 30 a 34 | 248   |
| 201   | 25 a 29 | 184   |
| 156   | 20 a 24 | 176   |
| 208   | 15 a 19 | 182   |
| 193   | 10 a 14 | 192   |
| 248   | 5 a 9   | 232   |
| 196   | 0 a 4   | 176   |

## Economia
El 2007 la població en edat de treballar era de 3.387 persones, 2.280 eren actives i 1.107 eren inactives. De les 2.280 persones actives 1.816 estaven ocupades (1.065 homes i 751 dones) i 464 estaven aturades (184 homes i 280 dones). De les 1.107 persones inactives 266 estaven jubilades, 344 estaven estudiant i 497 estaven classificades com a «altres inactius».

### Ingressos
El 2009 a Rambervillers hi havia 2.370 unitats fiscals que integraven 5.446,5 persones, la mediana anual d'ingressos fiscals per persona era de 13.969 €.

### Activitats econòmiques
Dels 352 establiments que hi havia el 2007, 9 eren d'empreses extractives, 12 d'empreses alimentàries, 1 d'una empresa de fabricació d'elements pel transport, 25 d'empreses de fabricació d'altres productes industrials, 50 d'empreses de construcció, 97 d'empreses de comerç i reparació d'automòbils, 11 d'empreses de transport, 19 d'empreses d'hostatgeria i restauració, 3 d'empreses d'informació i comunicació, 26 d'empreses financeres, 10 d'empreses immobiliàries, 27 d'empreses de serveis, 38 d'entitats de l'administració pública i 24 d'empreses classificades com a «altres activitats de serveis».
Dels 101 establiments de servei als particulars que hi havia el 2009, 1 era una oficina d'administració d'Hisenda pública, 1 gendarmeria, 1 oficina de correu, 7 oficines bancàries, 2 funeràries, 14 tallers de reparació d'automòbils i de material agrícola, 2 tallers d'inspecció tècnica de vehicles, 4 autoescoles, 10 paletes, 7 guixaires pintors, 5 fusteries, 6 lampisteries, 9 electricistes, 1 empresa de construcció, 9 perruqueries, 3 veterinaris, 13 restaurants, 2 agències immobiliàries, 2 tintoreries i 2 salons de bellesa.
Dels 45 establiments comercials que hi havia el 2009, 3 eren supermercats, 1 una botiga de més de 120 m², 7 fleques, 3 carnisseries, 2 llibreries, 10 botigues de roba, 1 una botiga de roba, 3 sabateries, 3 botigues de mobles, 2 botigues de material esportiu, 1 una botiga de material de revestiment de parets i terra, 1 un drogueria, 2 joieries i 6 floristeries.
L'any 2000 a Rambervillers hi havia 20 explotacions agrícoles que ocupaven un total de 555 hectàrees.

## Equipaments sanitaris i escolars
El 2009 hi havia 1 hospital de tractaments de curta durada, 1 hospital de tractaments de mitja durada (seguiment i rehabilitació, 1 un hospital de tractaments de llarga durada, 1 psiquiàtric, 3 farmàcies i 2 ambulàncies.
El 2009 hi havia 2 escoles maternals i 3 escoles elementals. Rambervillers disposava de 2 col·legis d'educació secundària amb 794 alumnes.

## Poblacions més properes
El següent diagrama mostra les poblacions més properes.